# Silnice II/455
Silnice II/455 je silnice II. třídy, která vede z Velkých Kunětic do Písečné. Je dlouhá 7,8 km. Prochází jedním krajem a jedním okresem.

## Vedení silnice

### Olomoucký kraj, okres Jeseník
- Velké Kunětice (křiž. II/457, III/4578)
- Supíkovice
- Písečná (křiž. I/44, III/4551)